# Jan Kwitek
Jan Kwitek (ur. 26 listopada 1878, zm. 30 maja 1945) – działacz społeczny w Knurowie. Założyciel kasy spółdzielczej "Raiffeisen", członek Polskiej Organizacji Wojskowej, Naczelnik Straży Obywatelskiej. W latach 1919–1926 ławnik Knurowa, a później w latach 1932-1937 naczelnik gminy Knurów. Uczestnik Powstań Śląskich, działacz patriotyczny i społeczny.

## Biografia
Jan Kwitek przyszedł na świat 26 listopada 1878 roku. Jego dzieciństwo i młodość przypadała na lata, w których władze niemieckie rozpoczęły germanizację na Śląsku. Przed I Wojną Światową założył i prowadził kasę spółdzielczą "Raiffeisen". Dzięki tej działalności Knurów rozwijał się; zakupiono pierwszy siewnik rzędowy, czyszczalnię do zboża, pierwsze maszyny rolnicze i silniki elektryczne, a także importowano bydło zarodowe, ziarno i nawozy mineralne. Pod koniec I Wojny Światowej wstąpił do Polskiej Organizacji Wojskowej. Został mianowany Naczelnikiem Straży Obywatelskiej i w latach 1919-1926 był ławnikiem Knurowa. Podczas Powstań Śląskich w jego domu była składowana broń, a powstańcy spotykali się na potajemne narady. W latach 1932–1937 pełnił funkcję Naczelnika Gminy. Zmarł 30 maja 1945 roku.

### Epizod w związku z przechowywaną bronią
Po III Powstaniu Śląskim w nocy z 7 na 8 czerwca 1921 roku wojska brytyjskie weszły do domu Jana Kwitka w celu znalezienia ukrytej broni. Po przeszukaniu znaleziono 49 niemieckich karabinów, 1800 paczek amunicji oraz 1 rewolwer. Znalezioną broń zabrano do magazynu amunicji, natomiast Jana Kwitka aresztowano. Zaalarmowani kopalnianą syreną powstańcy mieli stawić się pod domem Kwitka w celu odebrania skonfiskowanej broni, kiedy już się pojawili zostali aresztowani. W tym czasie przy bramie kopalnianej zebrało się 250. górników. Anglicy udając się w stronę górników oddali strzały w powietrze, ale druga strona konfliktu również oddała strzały. Sytuacja stała się o tyle napięta, że brytyjskie wojska wystawiły przed domem Kwitka karabin maszynowy z pełną obsługą. Został on ostrzelany przez pobliskich mieszkańców oraz karabin powstańczy zza nasypu kolejowego. Dopiero ok. 7 rano delegacja kopalni wraz z dyrektorem kopalni inż. Stefanem Zakrzewskim udając się do kapitana Dallasa zażądała uwolnienia wszystkich aresztowanych pod groźbom strajku. Po przesłuchaniu wszystkich świadków zwolniono aresztowanych poza Janem Kwitkiem i dwoma współpracownikami. Górnicy zaprzestali strajkować dopiero o 2. w nocy wracając do pracy. Jana Kwitka skazano, 10 czerwca po rozprawie w sądzie, na karę grzywny. Został on zwolniony 25 czerwca po wpłaceniu kary. W obawie o jego bezpieczeństwo przywieziono go do Knurowa (furmanką) ukrytego w szafie ubraniowej.